# Sybra iconicoides
Sybra iconicoides är en skalbaggsart som beskrevs av Stefan von Breuning 1975. Sybra iconicoides ingår i släktet Sybra och familjen långhorningar. Inga underarter finns listade i Catalogue of Life.